# Rainer Torres
Rainer Torres (Callao, 12 de enero de 1980) es un exfutbolista y entrenador de fútbol. Jugaba de volante central .

## Biografía
Nacido en el Callao, hizo sus estudios escolares en el Colegio de la Inmaculada de Lima. Casado con Marisley, tiene 3 hijos: Alessandra Mia (2008), Fabio Alonso (2011) y Rafael Andre (2019). Actualmente tiene 45 años. 

## Trayectoria
Inició su carrera en la Academia Deportiva Cantolao y posteriormente en las divisiones menores de Sport Boys. Emigró junto con su familia a Alemania donde pasó una prueba en 1993 para formar parte de la cantera del M. S. V. Duisburgo, hasta que en 1998 firmó su primer contrato profesional en ese club. Luego pasó al D. S. V. Leoben de Austria y en 2003 regresó al Perú para formar parte del Universitario de Deportes, ese mismo año retornó al equipo austriaco. Los siguientes tres años permaneció en el Sporting Cristal bajo la dirección técnica de José Guillermo del Solar.
En el año 2008 regresó a Universitario de Deportes, club con el que obtuvo el título del Torneo Apertura 2008 bajo la dirección de Ricardo Gareca. En la siguiente temporada con Juan Reynoso como técnico jugó por primera vez la Copa Libertadores con el cuadro crema siendo eliminados en la fase de grupos. Obtuvo el Campeonato Descentralizado 2009 venciendo a Alianza Lima en la final y fue elegido como el mejor centrocampista de la temporada.
En la temporada 2010 obtuvo la clasificación a octavos de final en la Copa Libertadores 2010, donde fueron eliminados por el Sao Paulo en definición por penales, Rainer fue titular en todos los partidos. El 23 de junio de 2012 durante un partido ante Cienciano sufrió una lesión en las costillas después de marcar un gol que lo alejó de las canchas durante un mes. Reapareció el 14 de julio ante Alianza Lima al cual derrotaron 2-1. Fue Campeón Nacional también en el año 2013 jugando por Club Universitario de Deportes, en la final jugada en la ciudad de Huancayo, frente a Real Garcilaso. Tras seis temporadas seguidas en Universitario dejó el club limeño por diferencias con el comando técnico y fichó por el Melgar de Arequipa donde logró el campeonato en el año del centenario del club arequipeño. En agosto de 2016 anunció su retiro oficial del fútbol.

## Selección nacional
Fue internacional con la selección de fútbol del Perú en 28 ocasiones. Su debut se produjo el 9 de octubre de 2005, en un encuentro ante la selección de Argentina que finalizó con marcador de 2-0 a favor de los argentinos.

## Estadísticas

### Clubes como futbolista
| Club                             | Temporada           | Liga | Liga | Copas Nacionales * | Copas Nacionales * | Copas Internacionales ** | Copas Internacionales ** | Total | Total |
| Club                             | Temporada           | PJ   | G    | PJ                 | G                  | PJ                       | G                        | PJ    | G     |
| -------------------------------- | ------------------- | ---- | ---- | ------------------ | ------------------ | ------------------------ | ------------------------ | ----- | ----- |
| MSV Duisburgo · Alemania         | 1999-00             | 0    | 0    | 0                  | 0                  | 0                        | 0                        | 0     | 0     |
| MSV Duisburgo · Alemania         | 2000-01             | 5    | 0    | 0                  | 0                  | 0                        | 0                        | 5     | 0     |
| MSV Duisburgo · Alemania         | Total               | 5    | 0    | 0                  | 0                  | 0                        | 0                        | 5     | 0     |
| D. S. V. Leoben · Austria        | 2001-02             | 9    | 0    | 0                  | 0                  | 0                        | 0                        | 9     | 0     |
| D. S. V. Leoben · Austria        | 2002-03             | 17   | 2    | 0                  | 0                  | 0                        | 0                        | 17    | 2     |
| D. S. V. Leoben · Austria        | Total               | 26   | 2    | 0                  | 0                  | 0                        | 0                        | 26    | 2     |
| Universitario de Deportes · Perú | 2003                | 7    | 0    | 0                  | 0                  | 0                        | 0                        | 7     | 0     |
| Universitario de Deportes · Perú | Total               | 7    | 0    | 0                  | 0                  | 0                        | 0                        | 7     | 0     |
| Sporting Cristal · Perú          | 2004                | 39   | 1    | 0                  | 0                  | 0                        | 0                        | 39    | 1     |
| Sporting Cristal · Perú          | 2005                | 40   | 0    | 0                  | 0                  | 4                        | 0                        | 44    | 0     |
| Sporting Cristal · Perú          | 2006                | 38   | 2    | 0                  | 0                  | 6                        | 1                        | 44    | 3     |
| Sporting Cristal · Perú          | 2007                | 32   | 0    | 0                  | 0                  | 1                        | 0                        | 33    | 0     |
| Sporting Cristal · Perú          | Total               | 149  | 3    | 0                  | 0                  | 11                       | 1                        | 160   | 4     |
| Universitario de Deportes · Perú | 2008                | 33   | 1    | 0                  | 0                  | 2                        | 0                        | 35    | 1     |
| Universitario de Deportes · Perú | 2009                | 26   | 1    | 0                  | 0                  | 6                        | 2                        | 32    | 3     |
| Universitario de Deportes · Perú | 2010                | 34   | 2    | 0                  | 0                  | 8                        | 0                        | 42    | 2     |
| Universitario de Deportes · Perú | 2011                | 19   | 0    | 0                  | 0                  | 6                        | 0                        | 25    | 0     |
| Universitario de Deportes · Perú | 2012                | 31   | 4    | 0                  | 0                  | 0                        | 0                        | 31    | 4     |
| Universitario de Deportes · Perú | 2013                | 36   | 2    | 0                  | 0                  | 0                        | 0                        | 36    | 2     |
| Universitario de Deportes · Perú | 2014                | 26   | 0    | 8                  | 0                  | 2                        | 0                        | 36    | 0     |
| Universitario de Deportes · Perú | Total               | 205  | 10   | 8                  | 0                  | 24                       | 2                        | 237   | 12    |
| F. B. C. Melgar · Perú           | 2015                | 28   | 1    | 5                  | 0                  | 2                        | 0                        | 35    | 1     |
| F. B. C. Melgar · Perú           | Total               | 28   | 1    | 5                  | 0                  | 2                        | 0                        | 35    | 1     |
| Sport Boys · Perú                | 2016                | 7    | 0    | 0                  | 0                  | 0                        | 0                        | 7     | 0     |
| Sport Boys · Perú                | Total               | 7    | 0    | 0                  | 0                  | 0                        | 0                        | 7     | 0     |
| Total en su carrera              | Total en su carrera | 427  | 16   | 13                 | 0                  | 37                       | 3                        | 477   | 19    |

- (*) Torneo del Inca.
- (**) Copa Libertadores de América y Copa Sudamericana.

### Selección nacional
| \| Fecha \| Ciudad \| Local \| Resultado \| Visitante \| Competencia \| Goles \| \| ---------- \| ---------------- \| ----------------- \| --------- \| ---------- \| -------------------------- \| ----- \| \| 09-10-2005 \| Buenos Aires \| Argentina \| 2:0 \| Perú \| Clasificación Mundial 2006 \| 0 \| \| 12-10-2005 \| Tacna \| Perú \| 4:1 \| Bolivia \| Clasificación Mundial 2006 \| 0 \| \| 10-05-2006 \| Puerto España \| Trinidad y Tobago \| 1:1 \| Bolivia \| Amistoso \| 0 \| \| 10-08-2006 \| Lima \| Perú \| 0:2 \| Panamá \| Amistoso \| 0 \| \| 06-09-2006 \| East Rutherford \| Ecuador \| 1:1 \| Perú \| Amistoso \| 0 \| \| 24-03-2007 \| Yokohama \| Japón \| 2:0 \| Perú \| Amistoso \| 0 \| \| 22-08-2007 \| San José \| Costa Rica \| 1:1 \| Perú \| Amistoso \| 0 \| \| 26-03-2008 \| Iquitos \| Perú \| 3:1 \| Costa Rica \| Amistoso \| 0 \| \| 31-05-2008 \| Huelva \| España \| 2:1 \| Perú \| Amistoso \| 0 \| \| 08-06-2008 \| Chicago \| México \| 4:0 \| Perú \| Amistoso \| 0 \| \| 14-06-2008 \| Lima \| Perú \| 1:1 \| Colombia \| Clasificación Mundial 2010 \| 0 \| \| 17-06-2008 \| Montevideo \| Uruguay \| 6:0 \| Perú \| Clasificación Mundial 2010 \| 0 \| \| 06-09-2008 \| Lima \| Perú \| 1:0 \| Venezuela \| Clasificación Mundial 2010 \| 0 \| \| 10-09-2008 \| Lima \| Perú \| 1:1 \| Argentina \| Clasificación Mundial 2010 \| 0 \| \| 11-08-2008 \| La Paz \| Bolivia \| 3:0 \| Perú \| Clasificación Mundial 2010 \| 0 \| \| 15-10-2008 \| Asunción \| Paraguay \| 1:0 \| Perú \| Clasificación Mundial 2010 \| 0 \| \| 06-02-2009 \| Los Ángeles \| El Salvador \| 1:0 \| Perú \| Amistoso \| 0 \| \| 29-03-2009 \| Lima \| Perú \| 1:3 \| Chile \| Clasificación Mundial 2010 \| 0 \| \| 01-04-2009 \| Porto Alegre \| Brasil \| 3:0 \| Perú \| Clasificación Mundial 2010 \| 0 \| \| 07-06-2009 \| Lima \| Perú \| 1:2 \| Ecuador \| Clasificación Mundial 2010 \| 0 \| \| 05-09-2009 \| Lima \| Perú \| 1:0 \| Uruguay \| Clasificación Mundial 2010 \| 0 \| \| 09-09-2009 \| Puerto La Cruz \| Venezuela \| 3:1 \| Perú \| Clasificación Mundial 2010 \| 0 \| \| 10-10-2009 \| Buenos Aires \| Argentina \| 2:1 \| Perú \| Clasificación Mundial 2010 \| 0 \| \| 18-11-2009 \| Miami Gardens \| Honduras \| 1:2 \| Perú \| Amistoso \| 0 \| \| 04-09-2010 \| Toronto \| Canadá \| 0:2 \| Perú \| Amistoso \| 0 \| \| 07-09-2010 \| Fort Lauderdale \| Jamaica \| 1:2 \| Perú \| Amistoso \| 0 \| \| 08-10-2010 \| Lima \| Perú \| 2:0 \| Costa Rica \| Amistoso \| 0 \| \| 12-10-2010 \| Ciudad de Panamá \| Panamá \| 1:0 \| Perú \| Amistoso \| 0 \| \| Total \| \| Presencias \| 28 \| \| Goles \| 0 \| |                  |                   |           |            |                            |       |
| Fecha | Ciudad           | Local             | Resultado | Visitante  | Competencia                | Goles |
| 09-10-2005 | Buenos Aires     | Argentina         | 2:0       | Perú       | Clasificación Mundial 2006 | 0     |
| 12-10-2005 | Tacna            | Perú              | 4:1       | Bolivia    | Clasificación Mundial 2006 | 0     |
| 10-05-2006 | Puerto España    | Trinidad y Tobago | 1:1       | Bolivia    | Amistoso                   | 0     |
| 10-08-2006 | Lima             | Perú              | 0:2       | Panamá     | Amistoso                   | 0     |
| 06-09-2006 | East Rutherford  | Ecuador           | 1:1       | Perú       | Amistoso                   | 0     |
| 24-03-2007 | Yokohama         | Japón             | 2:0       | Perú       | Amistoso                   | 0     |
| 22-08-2007 | San José         | Costa Rica        | 1:1       | Perú       | Amistoso                   | 0     |
| 26-03-2008 | Iquitos          | Perú              | 3:1       | Costa Rica | Amistoso                   | 0     |
| 31-05-2008 | Huelva           | España            | 2:1       | Perú       | Amistoso                   | 0     |
| 08-06-2008 | Chicago          | México            | 4:0       | Perú       | Amistoso                   | 0     |
| 14-06-2008 | Lima             | Perú              | 1:1       | Colombia   | Clasificación Mundial 2010 | 0     |
| 17-06-2008 | Montevideo       | Uruguay           | 6:0       | Perú       | Clasificación Mundial 2010 | 0     |
| 06-09-2008 | Lima             | Perú              | 1:0       | Venezuela  | Clasificación Mundial 2010 | 0     |
| 10-09-2008 | Lima             | Perú              | 1:1       | Argentina  | Clasificación Mundial 2010 | 0     |
| 11-08-2008 | La Paz           | Bolivia           | 3:0       | Perú       | Clasificación Mundial 2010 | 0     |
| 15-10-2008 | Asunción         | Paraguay          | 1:0       | Perú       | Clasificación Mundial 2010 | 0     |
| 06-02-2009 | Los Ángeles      | El Salvador       | 1:0       | Perú       | Amistoso                   | 0     |
| 29-03-2009 | Lima             | Perú              | 1:3       | Chile      | Clasificación Mundial 2010 | 0     |
| 01-04-2009 | Porto Alegre     | Brasil            | 3:0       | Perú       | Clasificación Mundial 2010 | 0     |
| 07-06-2009 | Lima             | Perú              | 1:2       | Ecuador    | Clasificación Mundial 2010 | 0     |
| 05-09-2009 | Lima             | Perú              | 1:0       | Uruguay    | Clasificación Mundial 2010 | 0     |
| 09-09-2009 | Puerto La Cruz   | Venezuela         | 3:1       | Perú       | Clasificación Mundial 2010 | 0     |
| 10-10-2009 | Buenos Aires     | Argentina         | 2:1       | Perú       | Clasificación Mundial 2010 | 0     |
| 18-11-2009 | Miami Gardens    | Honduras          | 1:2       | Perú       | Amistoso                   | 0     |
| 04-09-2010 | Toronto          | Canadá            | 0:2       | Perú       | Amistoso                   | 0     |
| 07-09-2010 | Fort Lauderdale  | Jamaica           | 1:2       | Perú       | Amistoso                   | 0     |
| 08-10-2010 | Lima             | Perú              | 2:0       | Costa Rica | Amistoso                   | 0     |
| 12-10-2010 | Ciudad de Panamá | Panamá            | 1:0       | Perú       | Amistoso                   | 0     |
| Total |                  | Presencias        | 28        |            | Goles                      | 0     |

### Resumen estadístico
|                       | Encuentros | Goles | Promedio |
| --------------------- | ---------- | ----- | -------- |
| Liga                  | 427        | 16    | 0,04     |
| Copas nacionales      | 13         | 0     | 0        |
| Copas internacionales | 37         | 3     | 0,08     |
| Selección del Perú    | 28         | 0     | 0        |
| Total                 | 505        | 19    | 0,04     |

### Clubes como entrenador
| Club              | País | Año  |
| ----------------- | ---- | ---- |
| Sport Boys        | Perú | 2016 |
| Sport Rosario     | Perú | 2017 |
| Serrato Pacasmayo | Perú | 2018 |

## Palmarés

### Campeonatos nacionales
| Título                    | Club                      | País | Año  |
| ------------------------- | ------------------------- | ---- | ---- |
| Torneo Clausura           | Sporting Cristal          | Perú | 2004 |
| Primera División del Perú | Sporting Cristal          | Perú | 2005 |
| Torneo Apertura           | Universitario de Deportes | Perú | 2008 |
| Primera División del Perú | Universitario de Deportes | Perú | 2009 |
| Primera División del Perú | Universitario de Deportes | Perú | 2013 |
| Torneo Clausura           | F. B. C. Melgar           | Perú | 2015 |
| Primera División del Perú | F. B. C. Melgar           | Perú | 2015 |

### Distinciones individuales
| Distinción                                                                                            | Año  |
| --- | ---- |
| Mejor Mediocampista de Marca del Campeonato Descentralizado.                                          | 2009 |
| Incluido en el equipo ideal del Campeonato Descentralizado según el portal periodístico DeChalaca.com | 2010 |